# Lista de estações do Metro de Bacu
O metro de Bacu atualmente consiste de três linhas com uma extensão total de 40,3 km e 27 estações, de quem 20,1 km e 13 estações para a linha 1, 14,5 km e 10 estações para a linha 2 e 5,7 km e 4 estações para a linha 3.

## Rede do Metro de Baku

### Linhas
| Linha   | Cor      | Trajecto                    | Inauguração | Comprimento | Estações |
| ------- | -------- | --------------------------- | ----------- | ----------- | -------- |
| Linha 1 | Vermelho | İçərişəhər ↔ Həzi Aslanov   | 1967        | 20,1 km     | 13       |
| Linha 2 | Verde    | Şah İsmail Xətai ↔ Dərnəgül | 1976        | 14,5 km     | 10       |
| Linha 3 | Púrpura  | Xocəsən ↔ 8 Noyabr          | 2016        | 5,7 km      | 4        |

Esta lista inclui todas as estações do Metro de Bacu:

### Linha 1
| Estação           | Abertura               | Saídas                                    | Nome antigo       |
| ----------------- | ---------------------- | ----------------------------------------- | ----------------- |
| İçərişəhər        | 6 de novembro de 1967  |                                           | Bakı Soveti       |
| Sahil             | 6 de novembro de 1967  |                                           | 26 Bakı Komissarı |
| 28 May            | 6 de novembro de 1967  |                                           | 28 Aprel          |
| Gənclik           | 6 de novembro de 1967  | Rua Fətəli xan Xoyski e Atatürk Prospekti |                   |
| Nəriman Nərimanov | 6 de novembro de 1967  | Rua Təbriz e Rua Ağa Neymətulla           |                   |
| Ulduz             | 5 de maio de 1970      |                                           |                   |
| Koroğlu           | 6 de novembro de 1972  | Estação «8 km» e da estação de ônibus     | Məşədi Əzizbəyov  |
| Qara Qarayev      | 6 de novembro de 1972  |                                           | Avrora            |
| Neftçilər         | 6 de novembro de 1972  |                                           |                   |
| Bakmil            | 28 de março de 1979    |                                           | Elektrozavod      |
| Xalqlar Dostluğu  | 28 de abril de 1989    |                                           |                   |
| Əhmədli           | 28 de abril de 1989    |                                           |                   |
| Həzi Aslanov      | 10 de dezembro de 2002 | Rua Huda Məmmədov e Rua Məhəmməd Hadi     |                   |

### Linha 2
| Estação            | Abertura                | Saídas                          | Nome antigo           |
| ------------------ | ----------------------- | ------------------------------- | --------------------- |
| Şah İsmail Xətai   | 22 de fevereiro de 1968 |                                 | Şaumyan               |
| Nizami Gəncəvi     | 31 de dezembro de 1976  |                                 |                       |
| Elmlər Akademiyası | 31 de dezembro de 1985  |                                 |                       |
| İnşaatçılar        | 31 de dezembro de 1985  |                                 |                       |
| 20 Yanvar          | 31 de dezembro de 1985  |                                 | XI Qızıl Ordu Meydanı |
| Memar Əcəmi        | 31 de dezembro de 1985  | Rua Cavadxan                    |                       |
| Cəfər Cabbarlı     | 27 de dezembro de 1993  |                                 |                       |
| Nəsimi             | 9 de outubro de 2008    |                                 |                       |
| Azadlıq Prospekti  | 30 de dezembro de 2009  | 8º Distrito e Azadlıq Prospekti |                       |
| Dərnəgül           | 29 de junho de 2011     |                                 |                       |

### Linha 3
| Estação       | Abertura               | Saídas | Nome antigo |
| ------------- | ---------------------- | ------ | ----------- |
| Memar Əcəmi-2 | 19 de abril de 2016    |        |             |
| Avtovağzal    | 19 de abril de 2016    |        |             |
| 8 Noyabr      | 29 de maio de 2021     |        |             |
| Xocəsən       | 23 de dezembro de 2022 |        |             |